# Rue Georges-Clemenceau (Tarbes)
 (signalé en mai 2025).
Si vous disposez d'ouvrages ou d'articles de référence ou si vous connaissez des sites web de qualité traitant du thème abordé ici, merci de compléter l'article en donnant les références utiles à sa vérifiabilité et en les liant à la section « Notes et références ».
- Archive Wikiwix
- Bing
- Cairn
- DuckDuckGo
- E. Universalis
- Gallica
- Google
- G. Books
- G. News
- G. Scholar
- Persée
- Qwant
- (zh) Baidu
- (ru) Yandex
- (wd) trouver des œuvres sur Wikidata

Pour les articles homonymes, voir Rue Georges-Clemenceau.
La rue Georges-Clemenceau est une voie de la commune de Tarbes, situé dans le quartier du Centre-ville, département des Hautes-Pyrénées en région Occitanie.

## Situation et accès

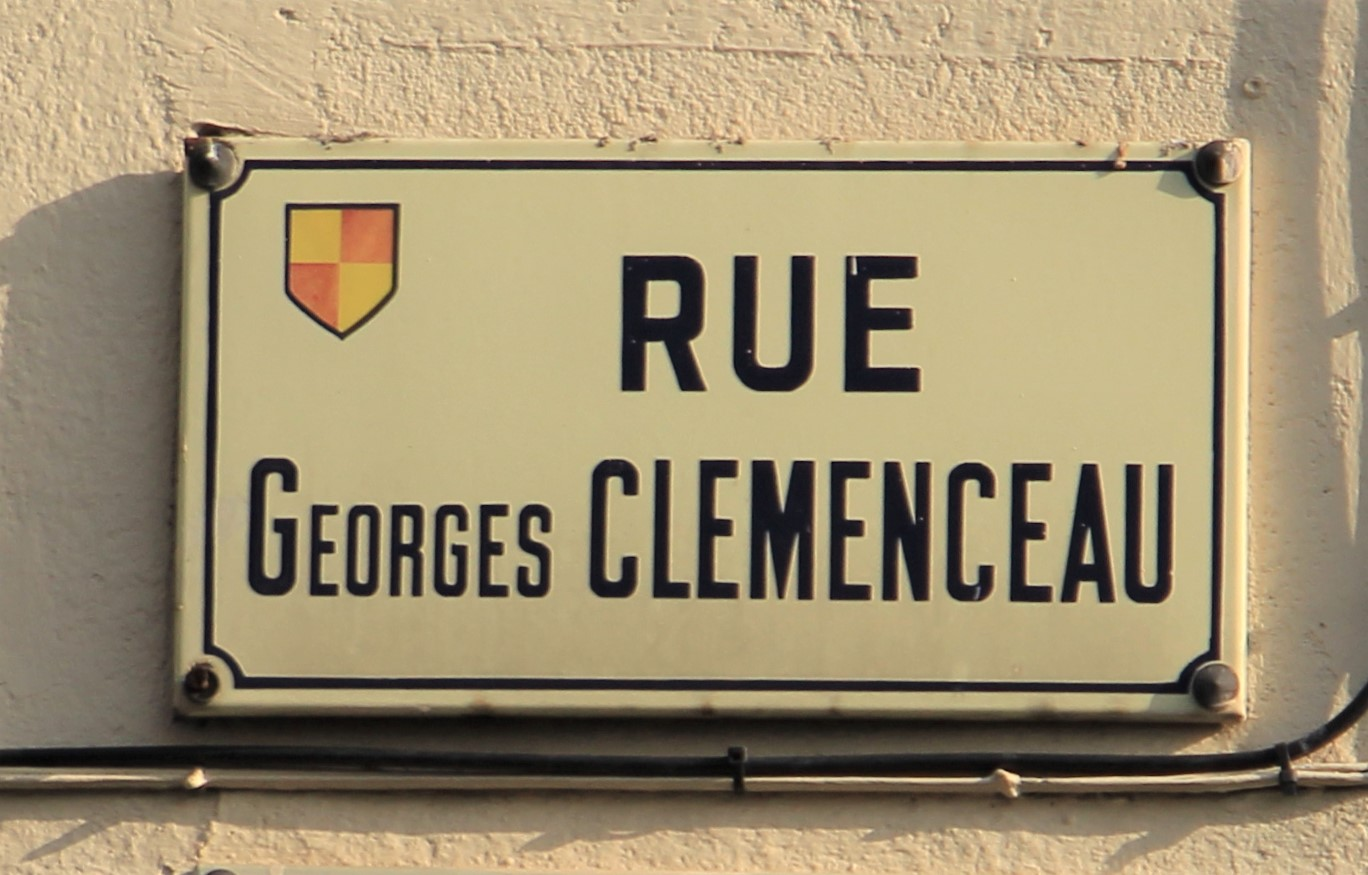
Plaque de la rue.

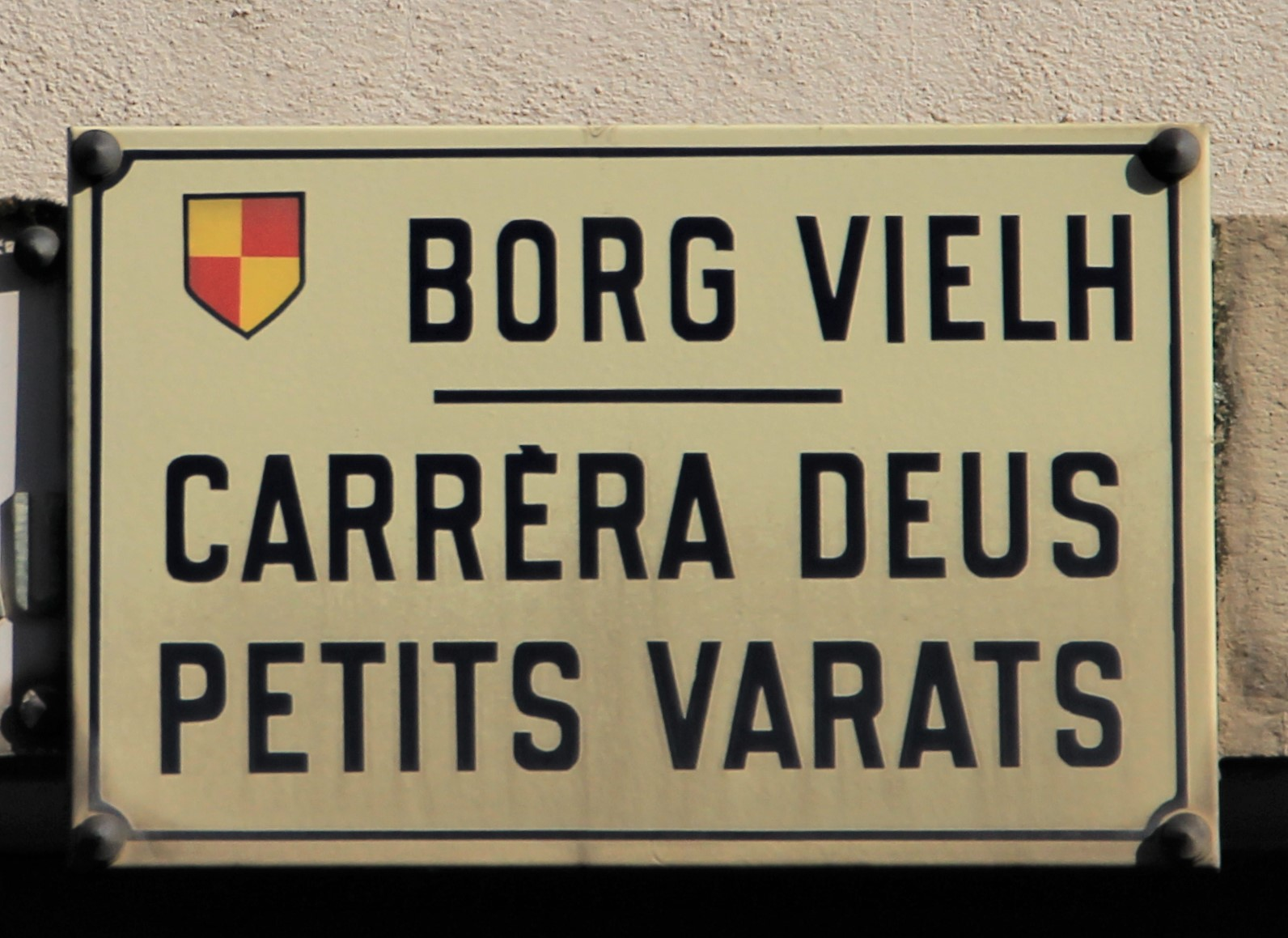
Plaque de l'ancienne dénomination : rue des Petits -Fossés.

Longue de 520 mètres dans le sens ouest-est, elle est entièrement à sens unique.
La rue commence à l'ouest par la place de Verdun, elle est coupée par les rues Théophile-Gautier, André-Fourcade, Deville et se termine à l'est à l'intersection des rues Marie Saint-Frai et Paul-Bert

### Transports
La rue est directement desservie par les transports en commun.

## Odonymie
La rue tient son nom en l'honneur de l'homme politique Georges Clemenceau (1841-1929).

## Historique
La rue se nommait anciennement : carrèra deus petits varats qui signifie la rue des petits fossés par opposition à
la rue Maréchal-Foch qui se nommait la rue des Grands-Fossés (carrèra deus grans varats). Elle était située dans le Borg Vielh qui signifie Bourg-Vieux.

## Bâtiments principaux
- No 21 : Théâtre Le Pari
- No 28-30 : Commissariat de police
- No 31 : Services administratifs  Mairie
- No 49 : Chapelle Saint-Dominique

Sélection de vues de la rue.
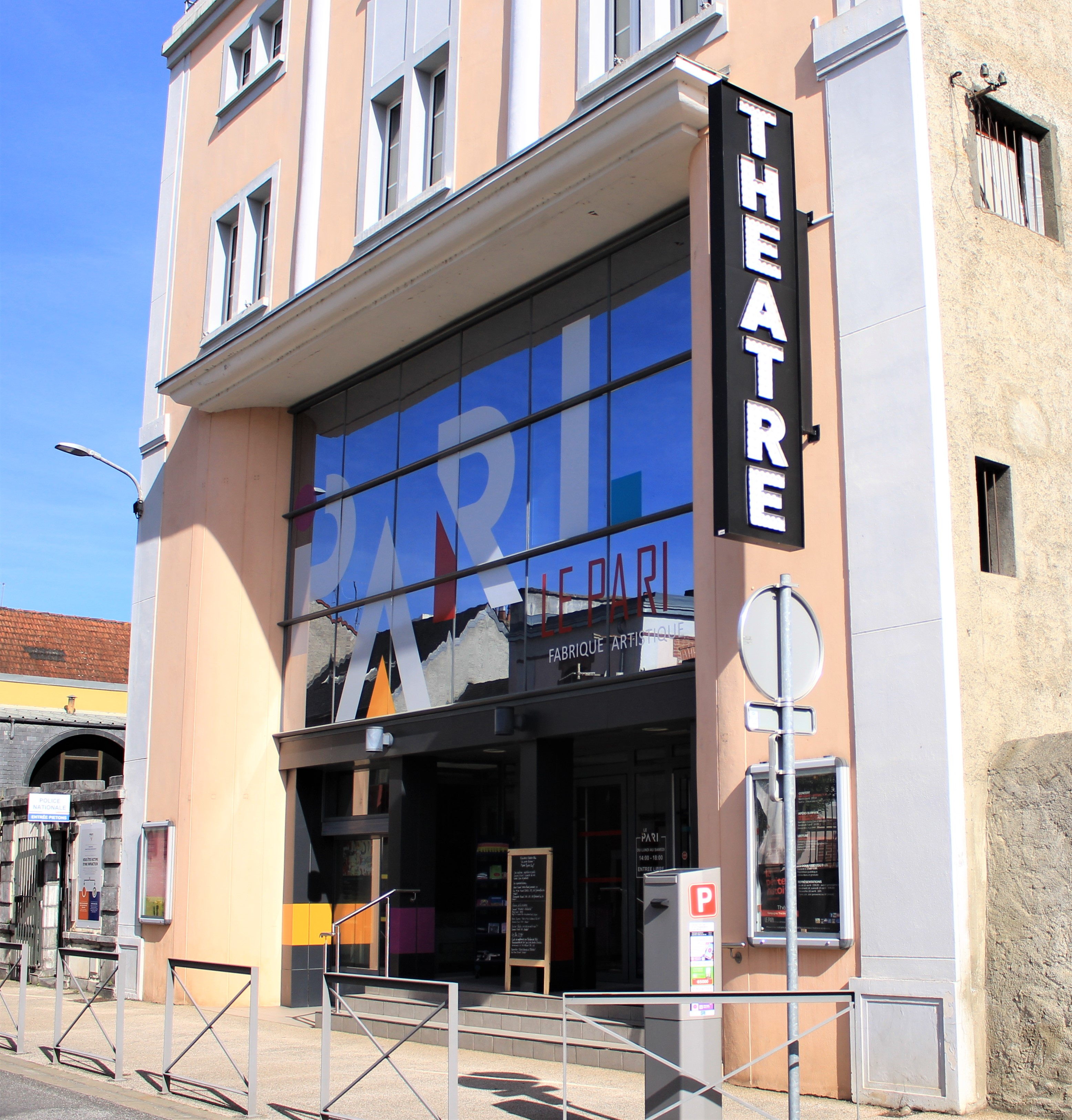
Théâtre Le Pari
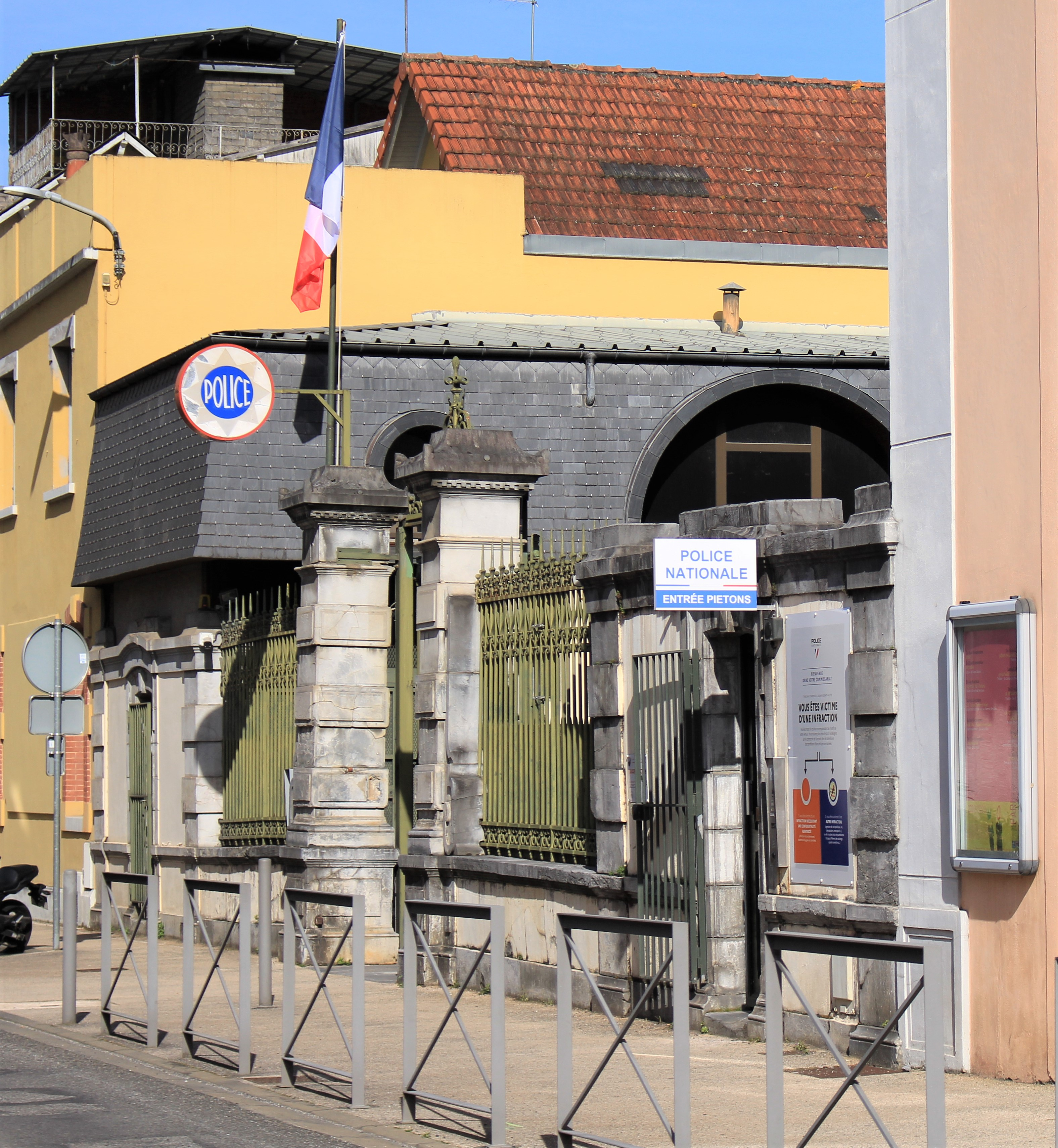
Commissariat de police.
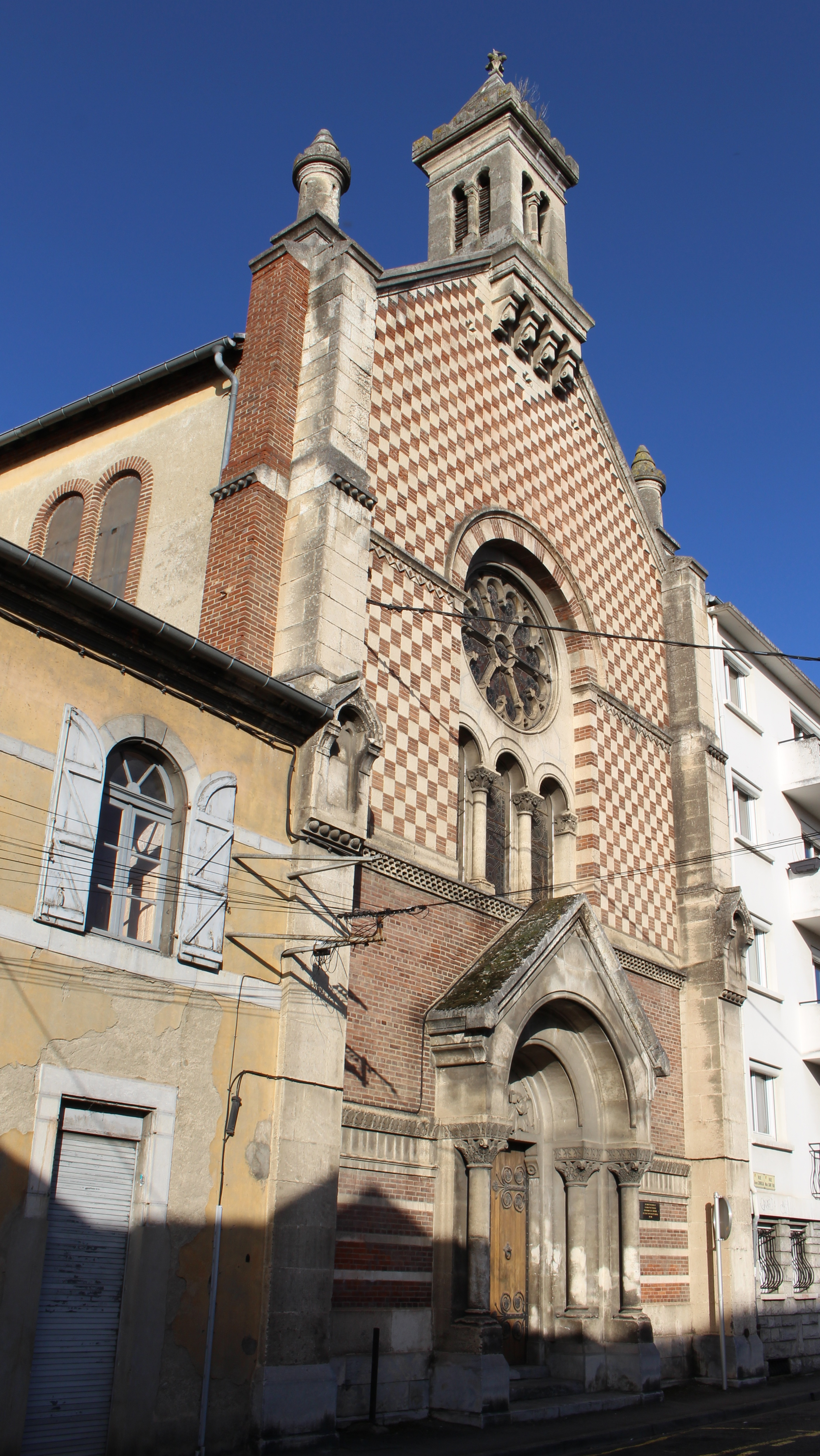
Chapelle Saint-Dominique.

## Galerie d'images

Sélection de vues de la rue.
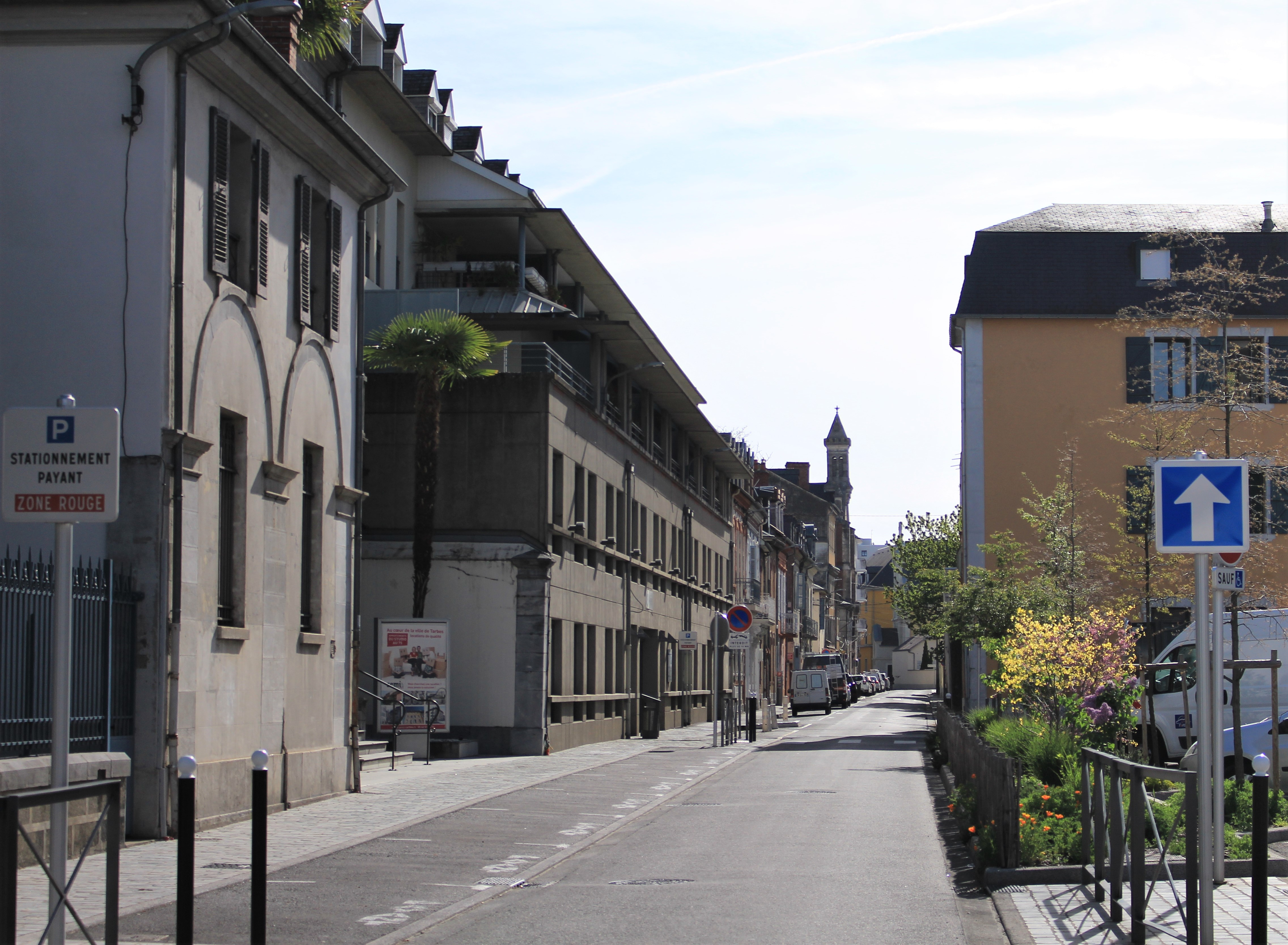
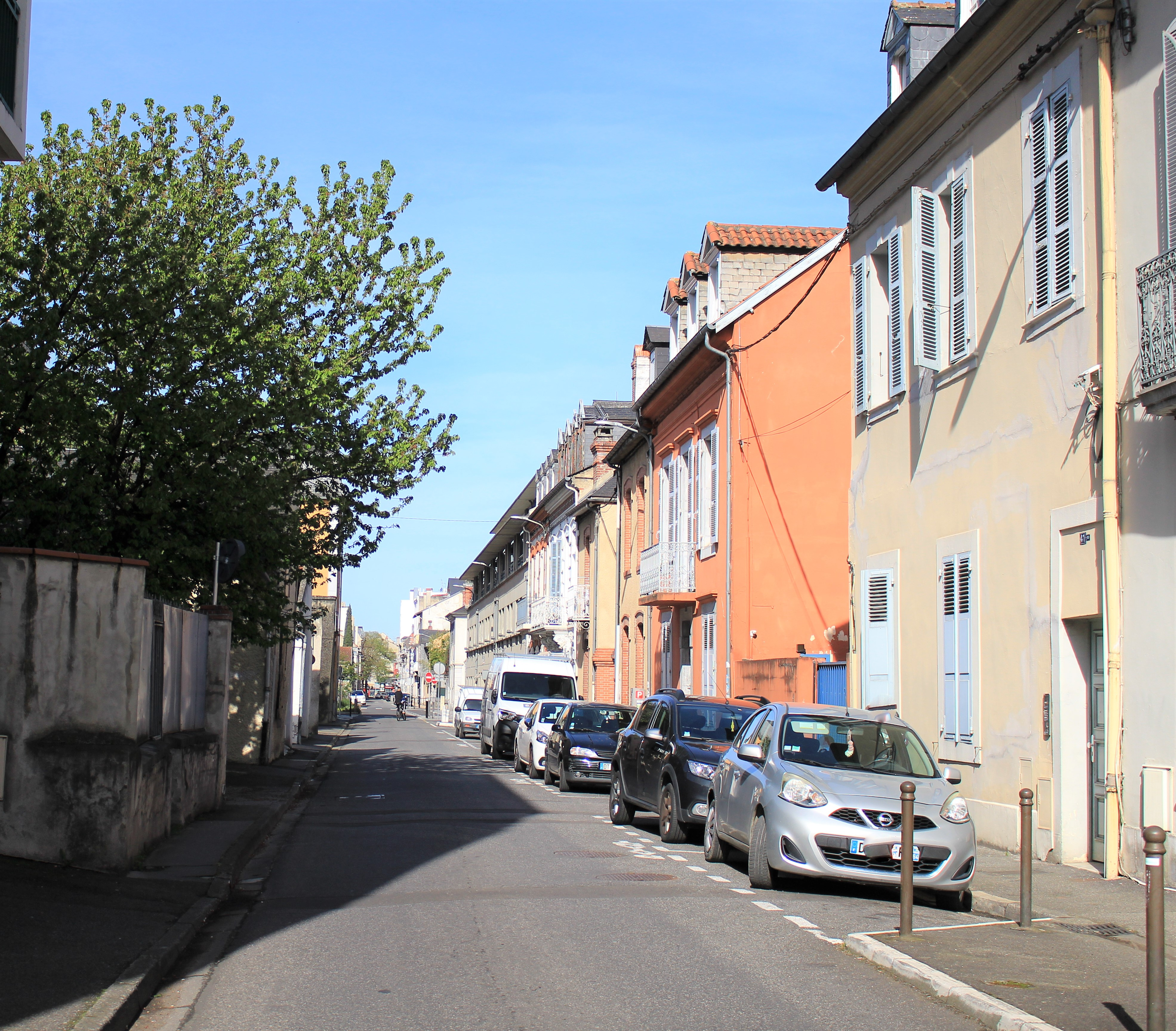
Partie centre.
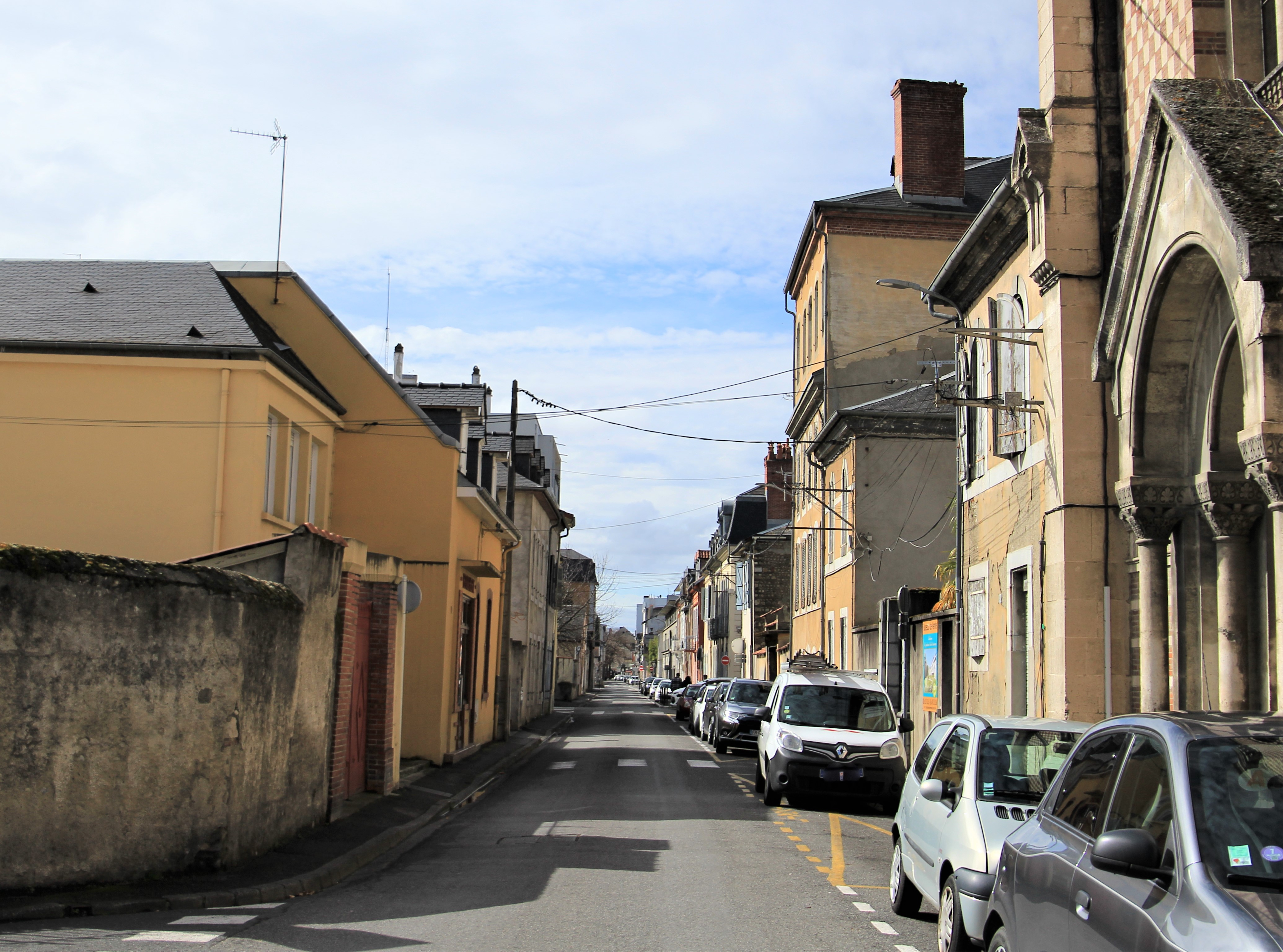
Partie Est.